# Polybotrya glandulosa
Polybotrya glandulosa är en träjonväxtart som beskrevs av Georg Heinrich Mettenius och Oskar Kuhn. Polybotrya glandulosa ingår i släktet Polybotrya och familjen Dryopteridaceae. Inga underarter finns listade.